# مارسلو ناسیمنتو دا کوستا
مارسلو ناسیمنتو دا کوستا (به پرتغالی: Marcelo Nascimento da Costa) هافبک اهل برزیل است که در شهر Santa Cruz do Rio Pardo و در تاریخ ۲۴ اوت ۱۹۸۴ به دنیا آمده‌است.
مارسلو ناسیمنتو دا کوستا در تیم‌های فوتبال Cascavel سابقهٔ حضور دارد.